# ایمپنج
ایمپنج (انگلیسی: Impinj) شرکت الکترونیک آمریکایی است، که در سال ۲۰۰۰ توسط کارور مید تأسیس شد.